# Zwerg-Dornschwanzhörnchen

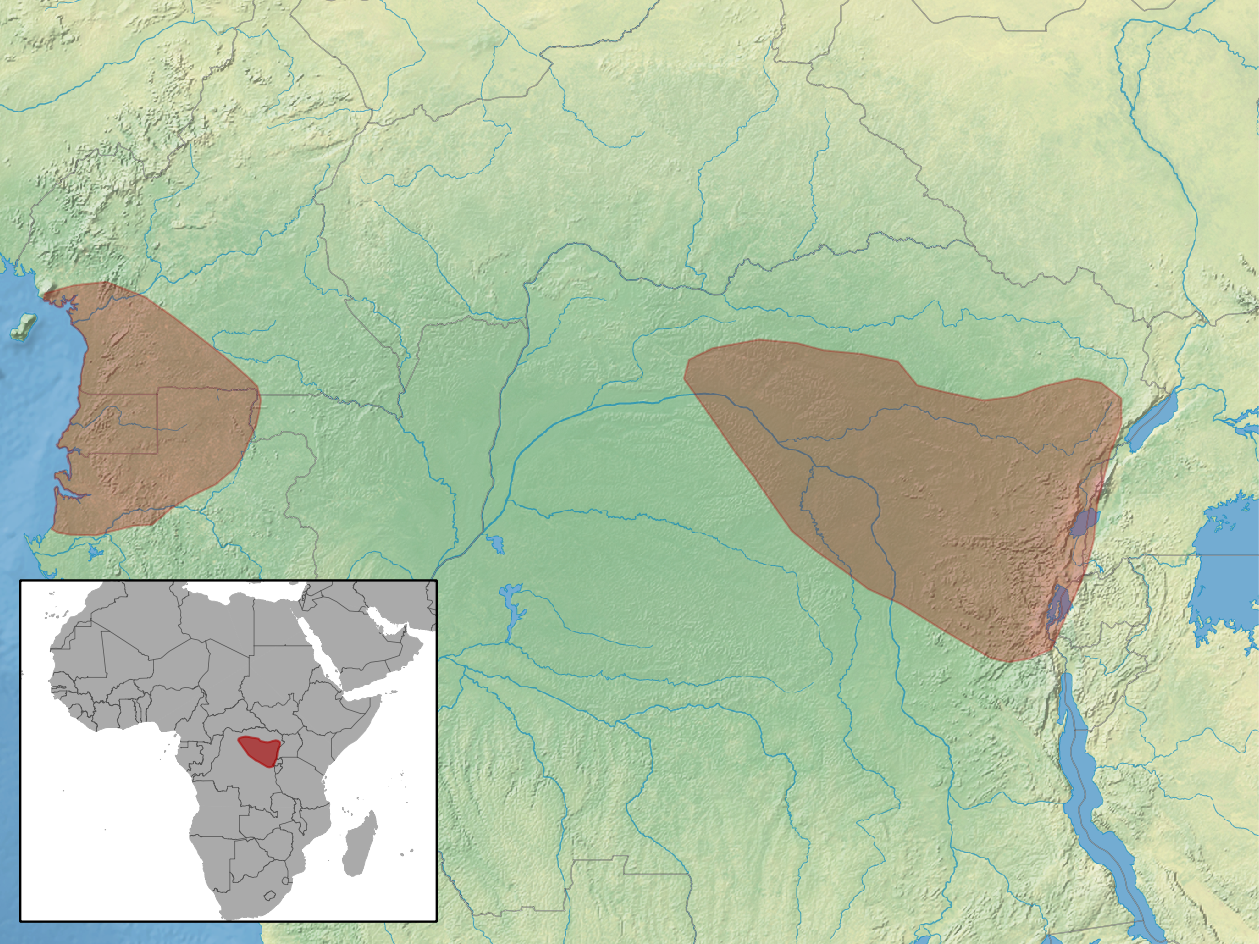
Verbreitungsgebiet des Zwerg-Dornschwanzhörnchens

Das Zwerg-Dornschwanzhörnchen (Anomalurus pusillus) ist ein Nagetier in der Familie der Dornschwanzhörnchen, das in Afrika vorkommt.

## Merkmale
Mit einer Kopf-Rumpf-Länge von 185 bis 246 mm, einer Schwanzlänge von 138 bis 200 mm und einem Gewicht von 160 bis 300 g ist die Art der kleinste Vertreter der Gattung Echte Dornschwanzhörnchen. Die Fellfarbe der Oberseite reicht von schwarz bis gesprenkelt braun. Gewöhnlich hat die Gleitmembran in Schwanznähe eine gelbliche Schattierung, während die seitlichen Bereiche mehr grau sind. Der Kopf ist mit Ausnahme der Ohren mit grauen Haaren bedeckt und die Unterseite hat eine gelbliche Farbtönung. Zusätzlich sind die Borsten an den Krallen der Hinterfüße gelb.

## Verbreitung
Vom Zwerg-Dornschwanzhörnchen sind zwei Populationen bekannt: die erste im Südwesten Kameruns, in Äquatorialguinea, im Westen der Republik Kongo und im Norden Gabuns sowie die zweite im Nordosten der Demokratischen Republik Kongo und in angrenzenden Bereichen Ugandas. Vereinzelte Funde sind aus Liberia bekannt. Die Exemplare leben im Flachland und in Gebirgen bis 2200 Meter Höhe. Sie halten sich in Regenwäldern und in anderen feuchtwarmen Wäldern auf.

## Lebensweise
Die Art ist ein nachtaktives Tier, das die meiste Zeit in Bäumen verbringt. Zur Nahrung zählen Früchte der Gattung Musanga (Brennnesselgewächse), andere Früchte und vermutlich Baumrinde. Es wird angenommen, dass die Exemplare wie bei anderen Gattungsvertretern Paare oder gelegentlich kleinere Gruppen bilden, die am Tage in Baumhöhlen oder dicht an den Baumstamm gepresst ruhen. Auch das Fortpflanzungsverhalten entspricht vermutlich dem Verhalten anderer Echter Dornschwanzhörnchen.

## Gefährdung
Der Bestand wird hauptsächlich durch Waldrodungen im Zusammenhang mit Forstwirtschaft oder Etablierung von Ackerland bedroht. Einige Exemplare werden für Bushmeat gejagt. Laut Einschätzung der IUCN sind noch genügend geeignete Habitate vorhanden. Deshalb wird das Zwerg-Dornschwanzhörnchen als „nicht gefährdet“ (least concern) gelistet.